# Husum (Basse-Saxe)
Pour les articles homonymes, voir Husum.
Husum est une commune allemande de l'arrondissement de Nienburg/Weser, Land de Basse-Saxe.

## Géographie
Husum se situe dans le parc naturel du lac de Steinhude.
| Estorf       | Nienburg/Weser         |          |
| Landesbergen | Husum                  | Linsburg |
|              | Neustadt am Rübenberge |          |

La commune comprend les quartiers de Bolsehle, Groß Varlingen, Husum et Schessinghausen.
Husum se trouve sur la Bundesstraße 6.

## Histoire
Husum est mentionné pour la première fois en 1250. Un incendie détruit en 1774 une grande partie du village et de l'église de cette époque.
En mars 1974, Bolsehle, Groß Varlingen et Schessinghausen fusionnent avec Husum pour former la commune actuelle.

## Source, notes et références
- (de) Cet article est partiellement ou en totalité issu de l’article de Wikipédia en allemand intitulé « Husum (bei Nienburg) » (voir la liste des auteurs).